# Cour d'appel de Fort-de-France
La cour d'appel de Fort-de-France connaît les affaires venant des tribunaux de sa circonscription qui correspond au département de la Martinique.

## Histoire
Jusqu'en 2011, l'appel des juridictions situées en Guyane relevait également de la cour d'appel de Fort-de-France, et il existait à Cayenne une chambre détachée de la cour. 
Deux décrets du 14 décembre 2011 ont créé une cour d'appel à Cayenne à compter du 1er janvier 2012. 

### Bâtiment
Située précédemment 42, boulevard Sainte-Catherine à Fort de France, la cour d'appel s'installe en 2015 dans un nouveau bâtiment, signé par l’agence Gilles Bouchez Architecture, au 28, rue Victor-Schoelcher, au cœur de la capitale martiniquaise. L'inauguration a eu lieu le 21 juillet 2015 en présence de Christiane Taubira, garde des Sceaux, ministre de la Justice. 

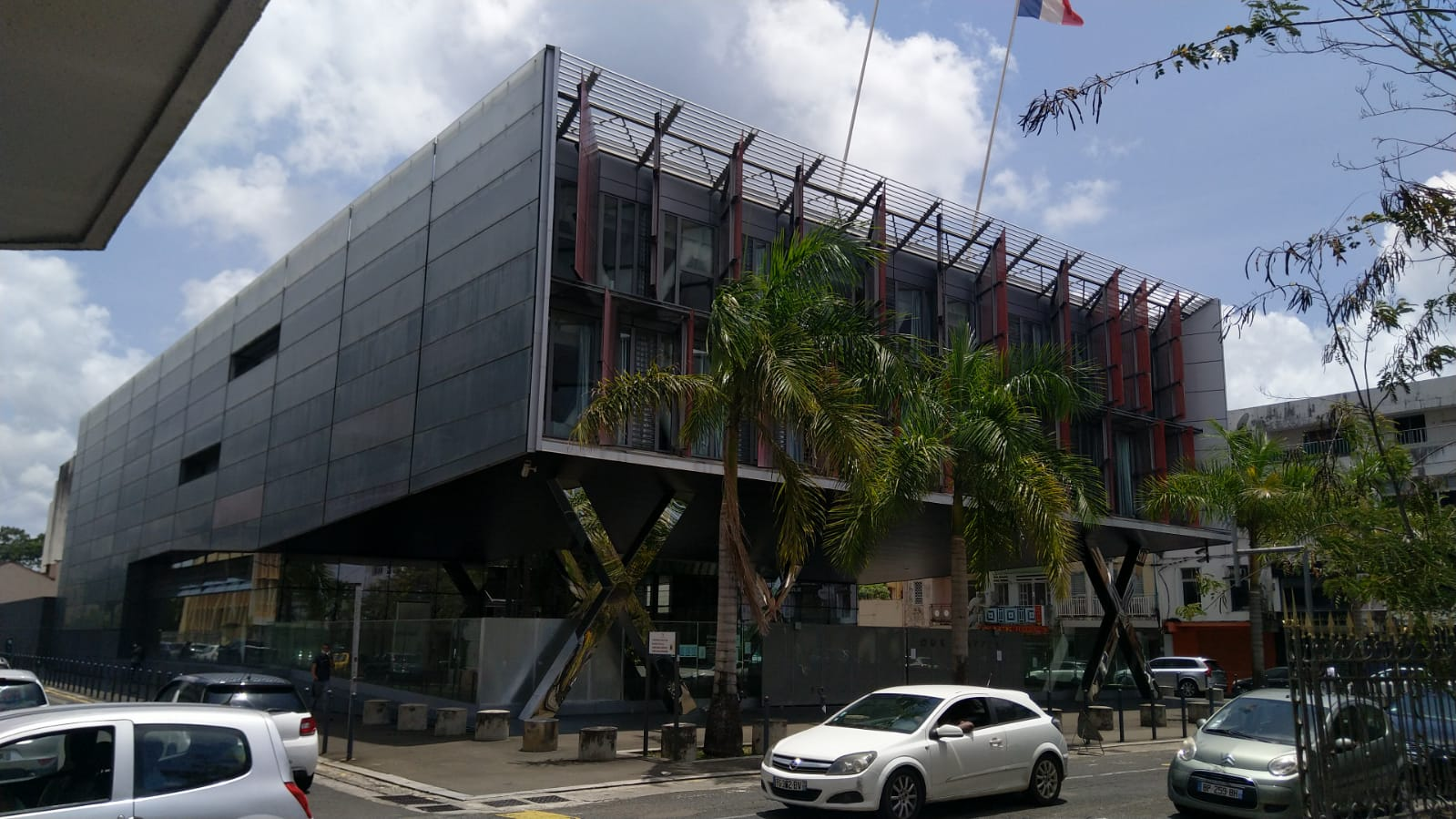
La cour d'appel de Fort de France en 2021

Le bâtiment se compose de 2 salles d'audiences : la salle d'audience pénale et la salle d'audience civile toutes deux équipées de systèmes de visio-conférence modernes. Il accueille également le Service administratif régional - SAR. 
Le coût du chantier s'est élevé à 23 millions d'euros.

## Tribunaux du ressort
Le ressort de la cour d'appel de Fort de France est le suivant :
- le tribunal judiciaire de Fort-de-France,

- le conseil de prud'hommes de Fort-de-France,

- le tribunal mixte de commerce de Fort-de-France.

## Logo de la cour d'appel

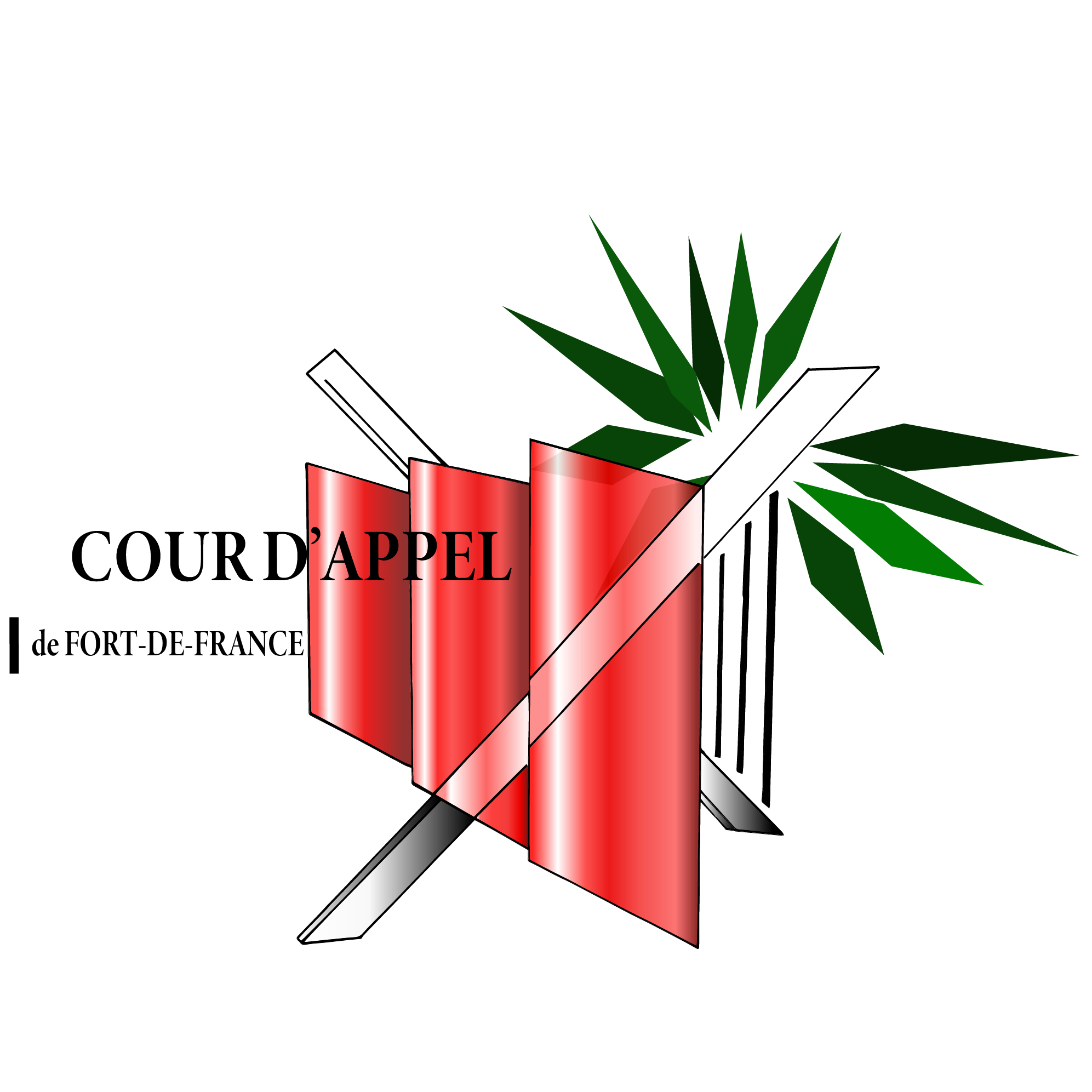
Logo de la cour d'appel de Fort de France créé par les élèves du BTS arts graphiques du lycée professionnel Victor Anicet de Saint-Pierre.

Dans le cadre de la construction du site internet de la cour d’appel et à l’instar de plusieurs cours d’appel, la cour d’appel de Fort-de-France a été doté d'un logo dont la réalisation a été confiée au lycée professionnel Victor Anicet de Saint-Pierre, et plus spécialement à sa formation de BTS design graphique, communication et médias numériques.
Sélectionné le 29 avril 2019 parmi de nombreuses propositions, les trois élèves lauréats ont mis en exergue :
- l’architecture du bâtiment : présence des piliers en X qui soutiennent la structure du bâtiment, des panneaux vitrés de couleur rouge, ouvrant vers l’extérieur et tournés dans le même sens ;
- l’ancrage territorial : les palmiers représentant la flore de l’île de la Martinique ;
- la justice : utilisation d’une couleur forte et dominante, et tracés linéaires.